# Valoare (sociologie)
Atribuirea unui grad de oportunitate, utilitate sau necesitate unui obiect, acțiune, atitudine, funcție sau persoană definește conceptual starea umană numită valoare. Termenul valoare semnifică o relație subiectiv-obiectivă de natură socioculturală, prezentând semnificație și indicând o prețuire sau apreciere. Valoarea nu se confundă cu obiectul purtător, dar are și un conținut obiectiv, întrucât rezultă din munca socialmente necesară, încorporată de obiect și corespunde unor necesități, cerințe ale individului și colectivităților, dependente de condițiile producției materiale și spirituale și determinate social-istoric.
În spațiul acțiunii umane, valoarea este criteriul dominant de raportare și calificare a unei situații. Ea determină scopul individului, mijloacele de realizare și strategiile de preluare ale efectelor atingerii unui scop.
Valoarea ca raportare motivantă caracterizează alegerea unei alternative implicante din mai multe posibile, iar ca stare emotivă localizează o trăire și o măsură subiectivă. Ea exprimă capabilitatea fiecărui om de a extrage diferite satisfacții din interacțiunea cu un obiect, un eveniment, sau o altă persoană. Individul poate nu numai să discearnă valori, dar și să le ordoneze calitativ după intensitatea si nuanța plăcerii sau suferinței primite.
Posibilitatea de a atribui valori aparține probabil tuturor viețuitoarelor și se manifestă prin preferința oricărei ființe cu un anume grad de dezvoltare senzorială și comportamentală, pentru anumite tipuri de hrană, de mișcare sau contact cu alte ființe, funcție de consecințele relațiilor anterioare. 
Valoarea este unul din cele mai importante criterii de socializare a omului. Ea definește sistemul de opțiuni al fiecăruia sau al grupului și determină orientarea subiectului sau a colectivității în complicata rețea a condiționărilor unei societăți evoluate, diferențiate operant și decizional.
Prin intermediul valorii, omul își planifică implicările valorice personale sau caută anumite atitudini și calități ale semenilor. Valoarea condiționează și formularea scopurilor momentane sau cele de perspectivă. Tot valoarea definește caracterul și direcția relațiilor personale, preferința alegerii sau respingerii unor parteneri într-o participare colectivă.
Valoarea are un rol subtil în alegerea partenerului de viață sau de plăcere, prin mijlocirea ei individul discernând insușiri sau defecte ascunse. Tot ea determină altruismul, antagonismul sau ostilitatea.
Identificarea, definirea și cultivarea valorilor proprii poate fi egoistă sau generoasă, legat de felul în care atribuim valori și ne atribuim valori, realizăm sau preluăm valori în mecanismul social. 
Valorile au un rol fundamental în totalitatea acțiunilor creative, cooperante sau conflictuale umane. 
Eforturile de cunoaștere cele mai dificile sau participarea la experiențe ori expediții periculoase pot fi susținute numai prin definirea și întreținerea unor valori proprii intense, stabile și cooperante, care ne pot ghida in viață ajutându-ne să ne proiectăm trasee de acțiune semnificative care ne oferă, dar oferă și celorlalți, valori superioare și trăiri de calitate.

## Epistemologie
Distincția fapt - valoare se află în miezul dezbaterilor epistemologice asupra posibilității obiectivității în științe. Ea preia în parte distincția între enunțuri descriptive ș prescriptive, fără a coincide în totalitate cu aceasta.